# Sulaiman al-Bustani

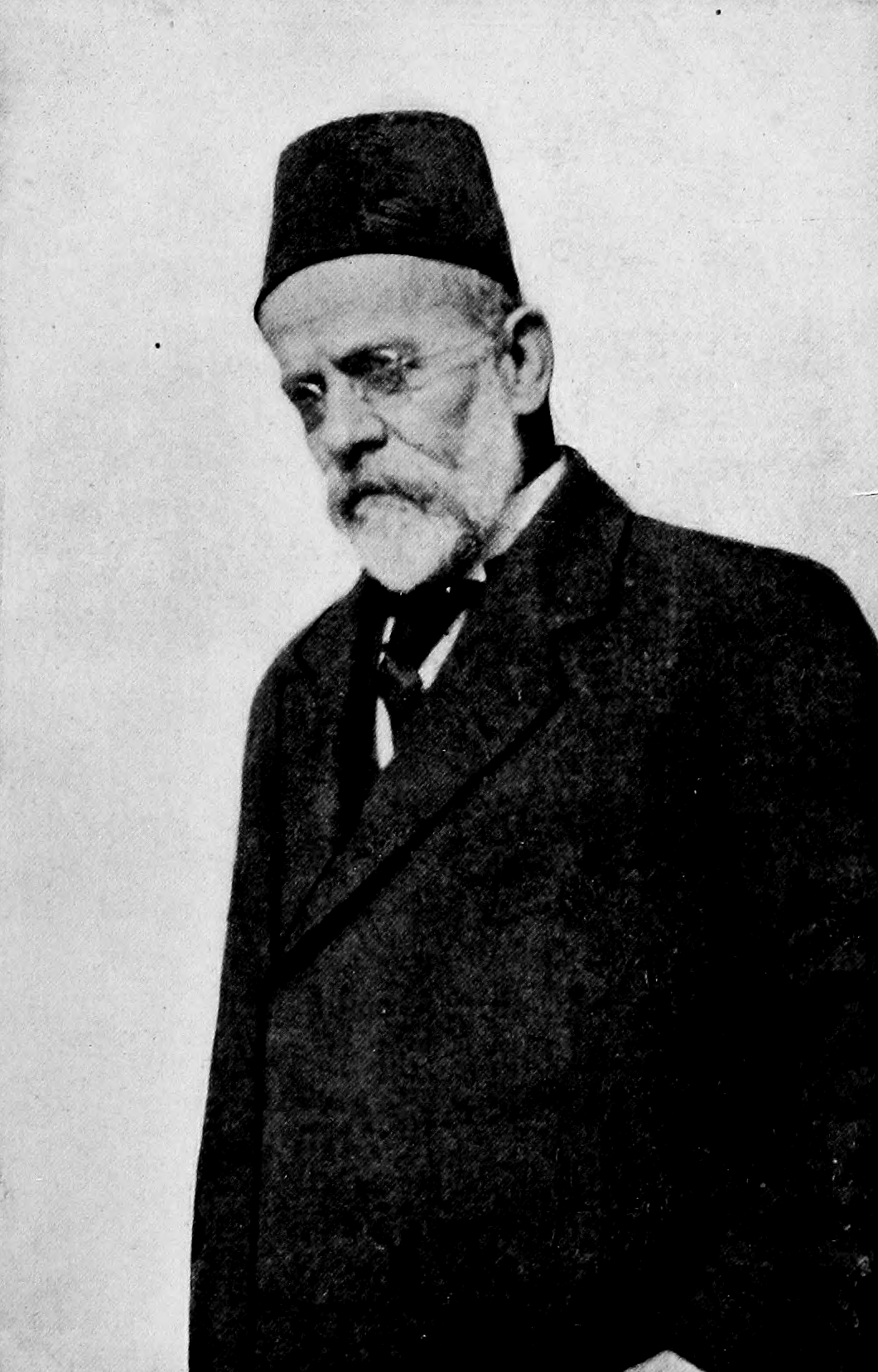
Sulaiman al-Bustani

Sulaiman al-Bustani (* 22. Mai 1856 in Bkaschtin; † 1. Juni 1925 in New York City) war ein christlich-arabischer Dichter, Historiker und Minister des Osmanischen Reiches.
Sulaiman al-Bustani kam im heute libanesischen Chouf-Gebiet als Sohn einer maronitischen Familie zur Welt. Er war der Neffe des Schriftstellers Butrus al-Bustani. In den Jahren von 1863 bis 1871 erhielt er seine Ausbildung in der al-Madrasa al-wataniyya von Beirut und verfasste Schriften in Osmanisch, Französisch, Arabisch und Englisch. Er schrieb unter dem Titel Dāʾirat al-Maʿārif seine erste Enzyklopädie auf Arabisch.
In der Zweiten Verfassungsperiode ab 1908 wurde er für Beirut in das Abgeordnetenhaus des Parlaments gewählt. Im Jahre 1911 wurde er Mitglied des osmanischen Senats. Am 4. Juni 1913 zum Minister für Handel und Landwirtschaft ernannt, bekleidete Sulaiman al-Bustani das Amt bis zum 23. Oktober 1914. Nachdem zu Beginn des Ersten Weltkrieges das regierende Komitee für Einheit und Fortschritt eine Vereinbarung zum Eintritt in den Krieg auf der Seite Deutschlands einging, schied al-Bustani aus der Regierung aus und ging in die Schweiz ins Exil.
Sulaiman al-Bustani war der erste, der die Ilias von Homer ins Arabische übersetzte. Unter dem Namen Tārīch al-ʿArab schrieb er ein arabisches Geschichtsbuch. Er setzte sich auch dafür ein, dass das osmanische Türkisch überall im Osmanischen Reich eine gemeinsame Sprache sein sollte, und vertrat dies in seinen Schriften. Sulaiman al-Bustani starb am 1. Juni 1925 in New York.